# Saint-Éloi-de-Fourques
Saint-Éloi-de-Fourques is een gemeente in het Franse departement Eure (regio Normandië) en telt 419 inwoners (2004). De plaats maakt deel uit van het arrondissement Bernay.

## Geografie
De oppervlakte van Saint-Éloi-de-Fourques bedraagt 7,2 km², de bevolkingsdichtheid is 58,2 inwoners per km².
De onderstaande kaart toont de ligging van Saint-Éloi-de-Fourques met de belangrijkste infrastructuur en aangrenzende gemeenten.

## Demografie
Onderstaande figuur toont het verloop van het inwonertal (bron: INSEE-tellingen).